# 贾森·莫里斯

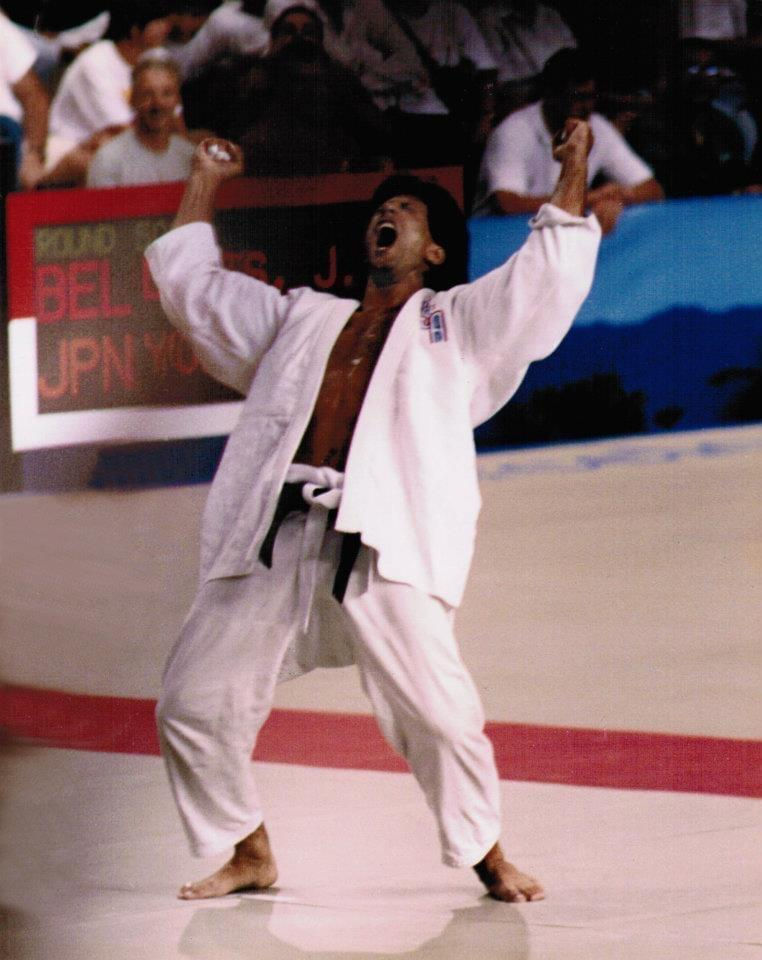
贾森·莫里斯

贾森·莫里斯（英語：Jason Morris，1967年2月3日—），美国男子柔道运动员。他曾代表美国参加1988年、1992年、1996年和2000年夏季奥林匹克运动会柔道比赛，其中1992年奥运会获得一枚银牌。